# Norra Hållbrosjön
Norra Hållbrosjön är en sjö i Malung-Sälens kommun i Dalarna och ingår i Dalälvens huvudavrinningsområde. Sjön har en area på 0,158 kvadratkilometer och ligger 473,8 meter över havet. Sjön avvattnas av vattendraget Blästbäcken. Vid provfiske har abborre, gädda och lake fångats i sjön.

## Delavrinningsområde
Norra Hållbrosjön ingår i det delavrinningsområde (676850-134948) som SMHI kallar för Mynnar i Kinnvallen. Medelhöjden är 533 meter över havet och ytan är 9,52 kvadratkilometer. Det finns inga avrinningsområden uppströms utan avrinningsområdet är högsta punkten. Blästbäcken som avvattnar avrinningsområdet har biflödesordning 5, vilket innebär att vattnet flödar genom totalt 5 vattendrag innan det når havet efter 447 kilometer. Avrinningsområdet består mestadels av skog (83 procent) och sankmarker (12 procent). Avrinningsområdet har 0,23 kvadratkilometer vattenytor vilket ger det en sjöprocent på 2,4 procent.